# Esgrima crioula
Esgrima crioula (em castelhano:  esgrima criolla), esgrima do facão ou esgrima gaúcha é um sistema de combate adaptado pelos gaúchos nos pampas brasileiros, uruguaios e argentinos. É a esgrima com faca utilizada pelos gaúchos, sendo acompanhada do poncho, rebenque e outras armas crioulas. É também chamada de "esgrima com facão". .
Este sistema consiste na utilização de armas tradicionais. São eles o facão, o punhal, as boleadeiras e a lança chamada chuza, juntamente com o poncho e o rebenque, compondo este sistema de combate desde seus primórdios no final do século XVIII na Banda Oriental (atual Uruguai) até sua evolução nos dias de hoje. com uma rica história que está presente desde a criação da nação argentina e dos países platinos. Era utilizado principalmente na caça, para matar animais para comer. Mais tarde, foi utilizada para o combate, tanto a pé quanto montado a cavalo, foi usada na Revolução Farroupilha e Revolução Federalista no Rio Grande do Sul e na independência da Argentina contra o imperialismo espanhol. 
Ficou famoso também (e existem algumas escolas pela Argentina tentando ressuscitar a Esgrima Crioula como esporte) pelos duelos entre rivais. Acabando com a morte ou rendição de um dos combatentes. Era proibido utilizar armas de fogo. Usava-se panos presos nas mãos para defender-se, enganar e provocar o adversário. A Esgrima Crioula é comparada, pelo povo Sul-Riograndense, como uma rinha de galos. Usam como referência o poema, de Jaime Caetano Braun, "Galo de Rinha" para expressar a coragem e determinação do gaúcho em combate. 
A Esgrima Crioula teve importante participação na criação da identidade e da história do Sul do Brasil. Foi extremamente utilizado em guerras como a Revolução Farroupilha e a Revolução Federalista (também conhecida como Guerra Degola). Seus duelos foram históricos e amplamente respeitados pelos gaúchos, e o vencedor recebeu grande respeito da sociedade local. A esgrima crioula inspirou escritores e artistas como Érico Verissimo e Jaime Caetano Braun por ser o símbolo máximo de resistência, honra e orgulho. 

## Armas Brancas

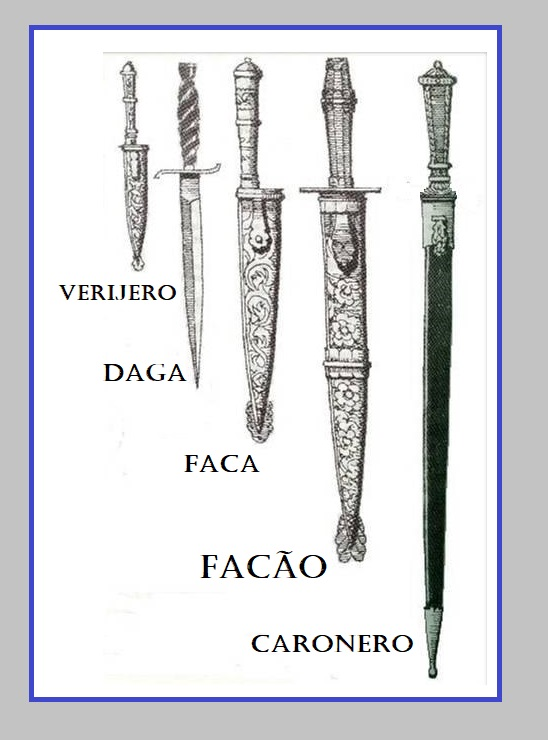
Exemplos de armas branca usadas em combate

Na esgrima crioula ou no combate com facão, eram utilizados principalmente três tipos de armas brancas, a saber:

### A Daga gaúcha
A daga gaúcha é semelhante a uma adaga ou punhal, mas possui fio e borda em ambos os gumes e era feita com baionetas antigas e restos de espadas. Geralmente possuíam calhas longitudinais em ambos os lados da lâmina (entre 20 e 60 cm), que eram usadas para sangramento (forma de sacrificar um animal cortando sua veia jugular). 

### O Facão
Tecnicamente é uma arma branca que se diferencia da adaga e do punhal porque a lâmina possui um único gume e em raras ocasiões um pequeno contra-fio. O que o define como tal é a existência do antebraço ou "empunhadura", mais ou menos pequeno mas sempre existente, em forma de uma simples barra transversal e a inclusão da extremidade no meio do cabo (eixo simétrico). É comum ver representações gráficas do facão onde na realidade é mostrada uma faca que não atende a esses requisitos de constituição. 
A empunhadura é uma placa oval transversal à lâmina, que não serve para prender a arma do oponente, mas serve para parar golpes. As folhas têm entre 30 e 40 cm de comprimento por 20 a 25 mm de largura, sendo finas em relação ao comprimento.  Baionetas e lâminas de espadas foram utilizadas no passado para seu preparo, procurando não modificá-las muito e assim concentrando todo o artesanato, principalmente no cabo e na bainha. O primeiro pode ser feito de madeira,  chifres, prata ou prata com ouro, enquanto o segundo é feito de couro, metal ou uma combinação de ambos, com boquilha ou cabo e biqueira articulada, para proteger o porta-armas de possíveis acidentes. 

### Caronero
É uma variante da adaga e do facão, com lâmina de cerca de 80 cm de comprimento, usada como arma para caça no mato ou para matar gado. Seu tamanho indica que as lâminas vieram de sabres e espadas. Chama-se caronero porque é levado ao lado do cavaleiro. Mas também pode ser usado entre a sobreposição e a almofada. A alça foi colocada para frente e sua ponta para a esquerda ou para o lado de montar.  Os caroneros geralmente não possuíam antebraço ou falcão, para facilitar seu afastamento da missão. Também pode ser incluído o uso de outras armas como boleadoras, chuza (lança) e laço, como contam as crônicas dos combates com as tropas de Güemes na guerra de independência argentina, em que os soldados monarquistas foram laçados e arrastados. 

## Armas gaúchas

### Boleadeira

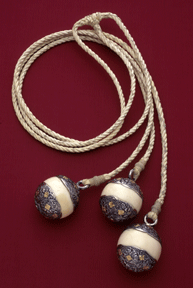
Boleadeiras

Reza a lenda que o mau espírito adoeceu os índios da tribo, o bom espírito quis castigá-lo e como não conseguiu alcançá-lo, pegou três estrelas (as Três Marias), uniu-as com um fio de cabelo de sua barba e as jogou, enredando-os nas pernas do espírito maligno, desta forma os índios aprenderam a fazer boleadeiras.  
Armas de guerra ou de caça ou de trabalho pecuário constituídas por três ramos de couro cru torcido, de 1,8 a 2 m cada e finalizados em três bolas de pedra, chumbo, ou madeira dura embrulhadas (retocadas), estas últimas em couro cru. Jogado sobre a cabeça e com força nas pernas, corpo ou pescoço do animal. São citados e elogiados como arma mortal nas mãos dos pampas e foi, segundo um escritor argentino, uma boleadora que por muitos anos devastou a reconstrução nacional, quando o soldado gaúcho Federico Zeballo derrubou o cavalo do General Paz em El Uncle , em 10 de maio de 1831, fazendo-o prisioneiro.  
Há três tipos de boleadeira: 
- A primeira são as bolas com apenas uma bola . O nome para isso é “bola louca” ou “bola perdida”, utilizada para captura de pequenos animais.
- O segundo tipo possui duas bolas. São usadas para caputar avestruzes e as utilizam para capturar avestruzes americanas.
- O terceiro tipo, e o mais popular, é a boleadeira de três bolas ou Tres Marías. São utilizadas para trabalho com gado e cavalos. Quando o gaúcho lança as lança e acerta um animal, as bolas giram nas pernas e o animal cai. É composto por duas ou três bolas, pedras muito duras polidas quase esféricas ou muito raramente eriçadas. O diâmetro de cada uma das bolas costuma ser de cerca de 10 cm em máquinas de bola de combate ou de grande jogo. Essas pedras são unidas por tiras de couro. [9]

Os nativos usavam o couro do guanaco e o couro do pescoço  e o tendão da perna da ema como matéria-prima para as cordas. Com o passar do tempo e a introdução da pecuária, foram substituídos por cordas de três camadas de couro trançado, geralmente bovino. 

### Chuza (lança)

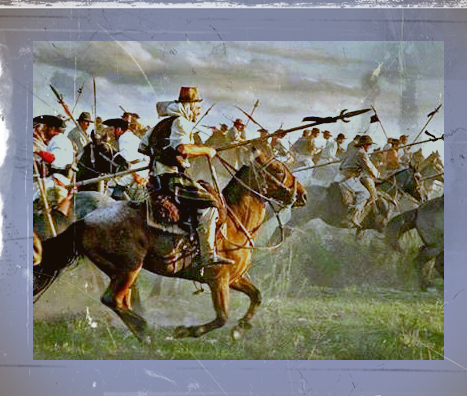
Gaúcho em combate com a Chuza (lança)

A sua origem pode ser atribuída em primeiro lugar às lanças típicas da cavalaria espanhola desde a conquista (chuzo é um bastão armado com uma ponta de ferro) e, em segundo lugar, ao desjarreteador dos cavaleiros. O índio primeiro e o gaúcho depois chamaram-lhe "chuza". Foi uma arma nas guerras desde o início do século XIX até o início do seguinte. Seu nome provém do termo "chuso" em quíchua significa seco, fino, arpão. Arrastados pelo cavalo, amarrados a sela, evitavam a boleada. 
O mais comum consistia em um bastão ou uma taquara e tinha uma ponta de ferro forjado presa na ponta como uma chuza ou uma lâmina de faca de grande marca ou uma lâmina de tesoura de tosquia. Seu comprimento variava entre 2 e 2,8 m (tropas) ou até 3,5 m (chefes). Quando a chuza era na verdade uma ponta de lança, era feita de aço ou ferro forjado e tinha a forma de um estilete muito alongado com bordas iguais, às vezes era forjado inteiro, com uma lâmina (moharra), em formato de meia-lua com as pontas voltadas para cima ou para frente (dependendo da posição da lança) que aumentava seu efeito rasgante e servia para parar os golpes de lança do oponente. Outras vezes era forjado separadamente e era cravado no ponto de união com a lâmina.  
Na época colonial a vantagem que os índios tinham no combate com armas brancas era tão grande que o vice-rei Vertiz abandonou as alabardas para armar os cavaleiros com mosquetes e sabres e assim poder lutar contra eles, já que só temiam armas de fogo. Nas invasões inglesas as tropas do general Arze enfrentaram com lanças e as poucas armas de carregamento  a coluna inglesa do general Beresford, o mesmo aconteceu na Reconquista de Buenos Aires, na qual o povo lutou com grande coragem e quase sem armas: água fervente, pedras, facas e espinhos e, acima de tudo, muita coragem. Tendo sido dadas aos soldados de Liniers apenas faca e  na segunda invasão inglesa.  

## Esgrima gaúcha com faca e Visteo
A esgrima gaúcha com faca foi criada nos pampas uruguaios por esse grupo original, os gaúchos. Além de ser um elemento para cortar como ferramenta de trabalho, para matar animais e esfolá-los, para fazer couro e trabalhar o couro que utiliza no seu artesanato, para trabalhar madeira, etc., também o utiliza como arma de defesa pessoal, no estilo da esgrima, que junto com seu cavalo, formam uma melhor aliança, bem como com leis próprias e filosofias muito características dos gaúchos, como acontece em algumas artes marciais ocidentais. 
Vistear ou visteo (do espanhol) é um estilo amigável de esgrima gaúcha, típico do interior argentino, consiste na resolução amigável de um processo judicial. Em vez de a definição ser "até a morte", como no caso de um duelo com punhal ou faca na mão, o jogo consistia em brandir um bastão sujo que nada mais é do que um pedaço de madeira meio queimado e "pintar" o rosto ou alguma parte vital do corpo do adversário, a fim de mostrar a supremacia de um dos adversários da disputa. Esta ação às vezes é chamada de "lançar um pano" e seu gerúndio é vestir-se que eles usam devem prever muito rapidamente os movimentos do oponente com a visão. 